# EnteTainment
EnteTainment (* 10. November 1987; † 29. Juni 2025; bürgerlich Jens Christen) war ein deutscher Rapper aus Bremerhaven. Er trat mit einer Entenmaske in Erscheinung. Größere Bekanntheit erlangte er vor allem durch die Teilnahme am Videobattleturnier (VBT) und JuliensBlogBattle (JBB).

## Leben
Seine musikalische Karriere startete er 2005 unter dem Namen Crazy J in der Reimliga Battle Arena. 2007 verabschiedete er sich aus diesem Format. 2012 tauchte er im Zusammenhang mit der Gruppe Trill Fingaz aus Bremerhaven wieder auf. Er trug eine Entenmaske sowie häufig eine Fischermütze und einen gelben Regenmantel und gab sich den Namen EnteTainment. Über deren YouTube-Kanal veröffentlichte er kurze Clips unter der Überschrift Punchlines für die Fanbase. Anschließend trat er sowohl solo als auch mit seiner Crew in diversen Videobattle-Formaten auf, unter anderem beim Videobattleturnier (VBT) und bei JuliensBlogBattle (JBB). Bei ersterem erreichte er 2013 das 32stel-Finale und 2015 das 16tel-Finale, bei letzterem 2014 das Viertelfinale. 2015 gewann er schließlich das JBB-Finale gegen Neo, unterlag jedoch im darauf folgenden „King-Finale“ Gio, dem Gewinner des JBB 2014.
Anschließend begann er, Musikvideos in Horrorcore-Manier auf YouTube zu veröffentlichen. 2016 begann er mit den Aufnahmen zu seinem Debütalbum, das über das Label Major Movez erscheinen sollte. Weihnachten 2016 folgte die Videosingle Analog/Digital auf dem Videokanal von Julien Sewering. Das Album Feder Gottes erschien am 7. April 2017. Am 14. April 2017 erreichte es Platz 10 der deutschen Albencharts.
Im JBB 2018, welches bis Anfang 2019 lief, trat EnteTainment gegen den Sieger des Turniers Timatic im sogenannten King-Finale an, welches EnteTainment jedoch in einem 5 zu 5 Punkten Gleichstand verlor, da in einem solchen Fall der Kandidat, welcher die Kategorie „Punchlines“ für sich entscheidet, gewinnt. Am 15. März 2019 erschien EnteTainments Album Teufel sei dank.
Am 17. Juli 2025 wurde über den Instagram-Account des Rappers mitgeteilt, dass EnteTainment am 29. Juni 2025 verstorben ist. Nähere Angaben zu den Todesumständen wurden nicht gemacht.

## Musikstil
Zu Beginn orientierte sich EnteTainment an Battle-Rappern wie Favorite, JAW und Hollywood Hank. Ab 2015 begann er, Elemente des Horrorcores in seine Musik und Texte aufzunehmen, und drehte Videos mit Referenzen an Horrorfilme. Allerdings lehnte er eine Zugehörigkeit zu dieser Szene ab. Vielmehr leite sich die neue Ausrichtung von seiner Vorliebe für Horrorfilme, insbesondere für die Klassiker des Genres, darunter einige Splatter-Werke der italienischen Regisseure Lucio Fulci und Dario Argento ab.

## Diskografie
Studioalben
- 2017: Feder Gottes (Major Movez)
- 2019: Teufel sei dank (Major Movez)
- 2020: Zwischen Präteritum und Futur (Major Movez)
- 2020: Stanley (Major Movez)
- 2021: Zwischen Präteritum und Futur 2 (Major Movez)
- 2024: Ära (Major Movez)

EPs
- 2019: Was zur Hölle (Major Movez)
- 2019: Mantel (Major Movez)
- 2021: Axt (Major Movez)
- 2024: Fucker das ist (Major Movez)

Gastbeiträge
- 2018: Reiß die Hütte ab von Jay Jiggy (feat. EnteTainment)
- 2021: Lidotaxi von Herr Kuchen (feat. EnteTainment)
- 2022: Rappermord von Herr Kuchen (feat. EnteTainment)
- 2023: Meine Lieblingsrapper/innen von Der Asiate (feat. Punch Arogunz, Cashisclay, Twizzy, Pikayzo, M.i.k.i., Seyed, B-Tight, Bo Derah, Steasy, Jindo109, Keule257, EnteTainment, Blumio, Blokkmonsta, 257ers, Richter, Nyle, nulldrei, Jay Jiggy, Poca, Flaiz, Rhymin Simon, Swiss, Dame, Silla, Die P, 4Tune, Kitty Kat, HeXer, Olli Banjo, Cr7z, Moe Mitchell)
- 2023: Mammut RMX von Scenzah & Juri (feat EnteTainment, Der Asiate, 4Tune, Gio, Neo Unleashed)